# Kim Je-Deok
Kim Je-Deok (12 de abril de 2004) es un deportista surcoreano que compite en tiro con arco, en la modalidad de arco recurvo.
Participó en dos Juegos Olímpicos de Verano en los años 2020 y 2024, obteniendo tres medallas, dos oros en Tokio 2020 y oro en París 2024. Ganó dos medallas en el Campeonato Mundial de Tiro con Arco al Aire Libre, en los años 2021 y 2023.

## Palmarés internacional
| Juegos Olímpicos                 | Juegos Olímpicos         | Juegos Olímpicos | Juegos Olímpicos |
| Año                              | Lugar                    | Medalla          | Prueba           |
| -------------------------------- | ------------------------ | ---------------- | ---------------- |
| 2020                             | Tokio (Japón)            | Medalla de oro   | Equipo           |
| 2020                             | Tokio (Japón)            | Medalla de oro   | Equipo mixto     |
| 2024                             | París (Francia)          | Medalla de oro   | Equipo           |
| Campeonato Mundial al Aire Libre |                          |                  |                  |
| Año                              | Lugar                    | Medalla          | Prueba           |
| 2021                             | Yankton (Estados Unidos) | Medalla de oro   | Equipo           |
| 2023                             | Berlín (Alemania)        | Medalla de oro   | Equipo           |